# Секреты польской политики. 1935-1945
Секре́ты по́льской поли́тики. 1935—1945 — выпущенный в 2009 году Службой внешней разведки РФ сборник документов о тайных планах Польши накануне Второй мировой войны. Приурочен к 70-летию со дня начала Второй мировой. В сборнике более 400 страниц. Составитель Лев Соцков.
В составе сборника:
- аналитические обзоры внешней и внутренней политики Польши;
- донесения военных атташе;
- телеграммы польских дипмиссий;
- прочие материалы.